# Conservatório de Música Alberto Nepomuceno

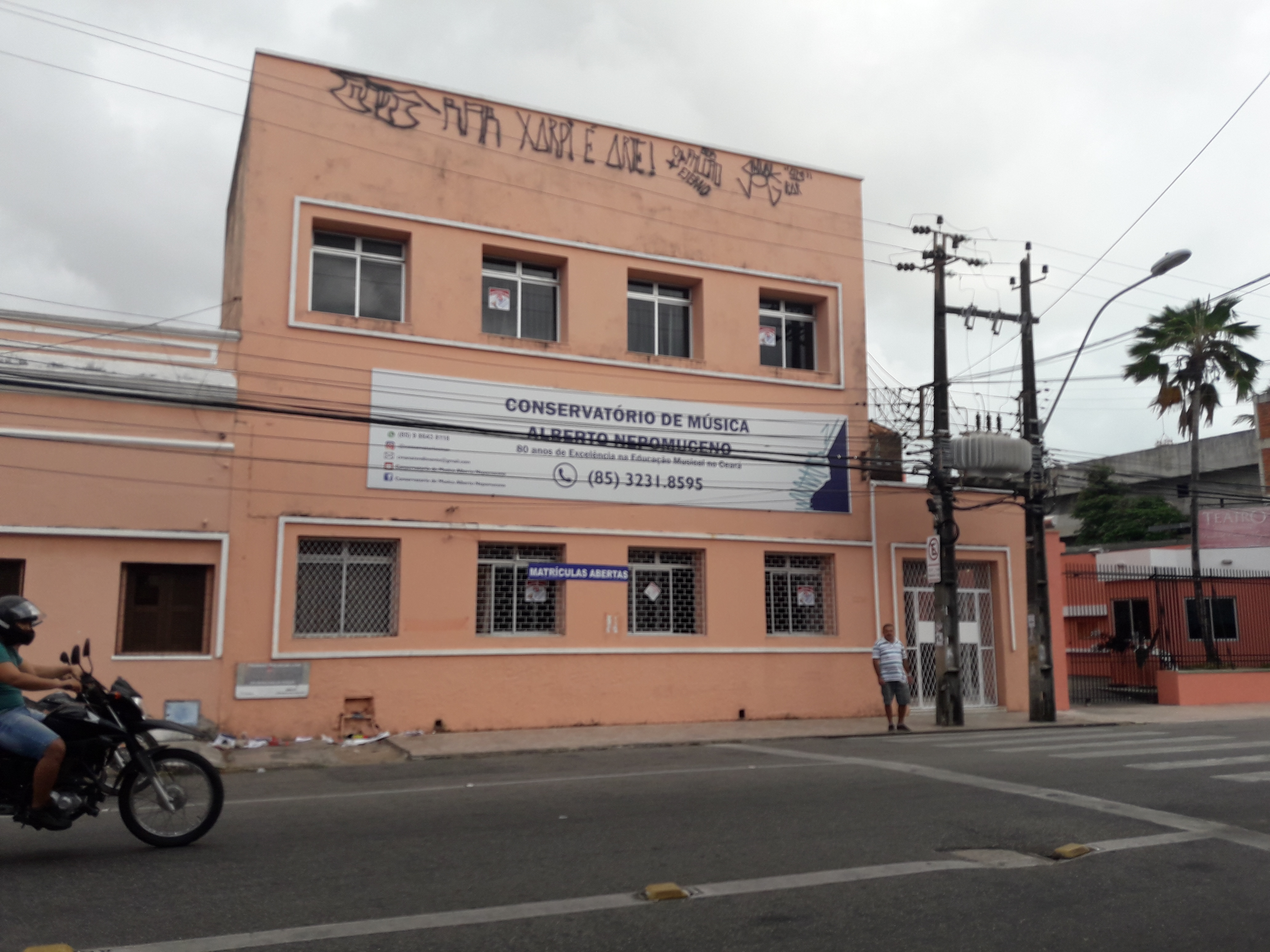
Conservatório de Música Alberto Nepomuceno

O Conservatório de Música Alberto Nepomuceno é um conservatório de música tendo iniciado suas atividades em 26 de maio de 1938 na cidade de Fortaleza. 

## História
A Sociedade de Cultura Artística, presidida pelos musicistas cearenses Paurillo Barroso e Alberto Klein, teve importante papel na criação do Conservatório. 
As professoras e pianistas Ester Salgado Studart da Fonseca, Nadir Morais Parente e Branca Rangel, são as responsáveis por sua fundação. 
Seu nome é uma homenagem a Alberto Nepomuceno, importante músico brasileiro.